# Sphaeromopsis petita
Sphaeromopsis petita är en kräftdjursart som beskrevs av Javed och Yousuf 1997. Sphaeromopsis petita ingår i släktet Sphaeromopsis och familjen klotkräftor. Inga underarter finns listade i Catalogue of Life.